# Reussinella arctica
Reussinella arctica är en mossdjursart som först beskrevs av Osburn 1950.  Reussinella arctica ingår i släktet Reussinella och familjen Microporidae. Inga underarter finns listade i Catalogue of Life.